# Запасное (Ореховский район)
Запасное (укр. Запасне) — село,
Новояковлевский сельский совет,
Ореховский район,
Запорожская область,
Украина.
Код КОАТУУ — 2323986502. Население по переписи 2001 года составляло 52 человека.

## Географическое положение
Село Запасное находится на расстоянии в 2 км от села Новояковлевка.